# 피아노 소나타 12번 (베토벤)

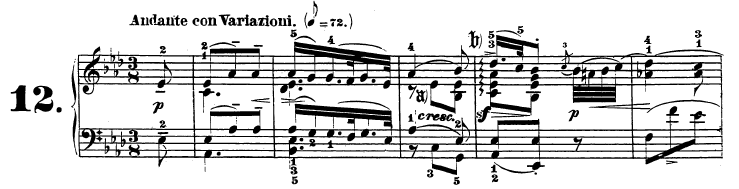

피아노 소나타 12번 내림가장조, 작품 번호 26는 루트비히 판 베토벤에 의해 쓰인 피아노 소나타로, “장송 행진곡”이라는 별칭을 갖고 있다.

## 개요
베토벤은 19세기를 맞이할 무렵에 매우 순조로운 창작 활동을 하고 있었다. 그는 친구인 프란츠 게르하르트 베겔러에게 다음과 같이 보고하고 있다: "어느 작품에도 믿을 만한 출판사가 예닐곱 개 있습니다. 게다가 뭐니 해도, 제가 원하는 것이라면 그들은 더 이상 가격을 협상하거나 하지 않습니다. 부르는 값에 사주는 겁니다. 내가 처한 상황이 얼마나 기쁜지 아시겠지요?" 또한 이렇게도 기록하고 있다: "이러한 음악절임의 나날에서는, 하나를 다 쓰기 전에 벌써 다음 작품에 착수하고 있습니다. 지금 작곡 페이스로는 세 개나 네 개의 곡을 동시에 쓰는 경우도 종종 있습니다." 한편, 청각 이상이 회복의 조짐을 보이지 않고 있어, 바이올리니스트 카를 아멘다에 대한 서한에서는 불안한 심정을 엿볼 수 있다: "어떻게든 하려고 결심했음은 말할 것도 없습니다만, 어떻게 하면 좋은 것일까요?"
소나타는 1801년에 완성되었다. 구스타프 노테봄에 의하면, 제1악장은 1795년부터 1796년에 걸쳐 쓰인 나단조의 스케치를 원안으로 하고 있고, 제4악장은 당초 이 소나타의 구상과는 무관했다. 그것들이 1800년부터 독립적으로 쓰인 결과, 다음해에 이르러 하나의 소나타로 통합되기에 이른 듯하다. 피아노 소나타이면서도 소나타 형식의 악장을 하나도 포함하지 않은 모음곡풍의 구성으로 되어 있는 것은 이 같은 성립 경위가 크게 작용했을 것으로 짐작된다.
모든 악장에서 핵심이 되는 것은 압권의 제3악장 "어느 영웅의 죽음을 애도하는 장송 행진곡"이다. 악장들 중에서 특히 평판이 높은 악장으로, 파울 베커는 다른 악장을 중요시하지 않는 반면, 이 악장을 "위대한 작품"이라고 칭송했다. 쇼팽은 베토벤의 작품 중에서도 이 소나타를 특히 유독 좋아했으며, 레퍼토리에 도입하여, 공공장소에서 연주하기도 했다. 마찬가지로 제3악장에 유명한 장송행진곡을 가지는 쇼팽의 피아노 소나타 2번에는 본 작품의 영향이 있던 것으로 추정된다. 페르디난트 리스는 베토벤 자신이 장송행진곡을 쓴 것은 페르디난트 파에르의 오페라 아킬레스에서 촉발된 것이라고 주장했지만, 노테봄은 이 사실을 부인했다. 1815년 봄, 베토벤은 이 소나타를 관현악용으로 편곡하였고, 그것은 극음악 레오노레 프로하스카, WoO 96의 제4곡으로 전용되었지만, 극은 상연되지 않았고, 그 편곡판이 연주된 것은 베토벤의 장례식이었다.
악보는 1802년 3월에 카피 사를 통해 출판되었고, 그의 후원자였던 카를 폰 리히놉스키 공작에게 헌정되었다. 이 소나타는 자필악보가 남아있는 가장 오래된 피아노 소나타이다.